# Federación Nacional de Football Americano y Flag Football de Honduras
Die Federación National de Football Americano y Flag Football de Honduras (FENAFAH), oft abgekürzt zu Federación de Football Americano de Honduras, ist die nationale Dachorganisation für American Football und Flag Football in Honduras. Die Organisation ist Mitglied des Kontinentalverbandes für Flag und American Football, IFAF Americas, und damit auch des Weltverbandes International Federation of American Football (IFAF). Die Organisation betreut acht American-Football-Teams, fünf Frauen-Flag-Football-Teams und sechs Männer-Flag-Football-Teams. Derzeitiger Präsident ist seit 2010 Juan Raskoff. Der Dachverband stellt auch eine Flag-Football-Nationalmannschaft und American-Football-Nationalmannschaft, welche bereits drei Mal das 4 Nations Tournament gewann.